# Ahvahi járás
Az Ahvahi járás (oroszul: Ахвахский район) Oroszország egyik járása Dagesztánban. Székhelye Karata.

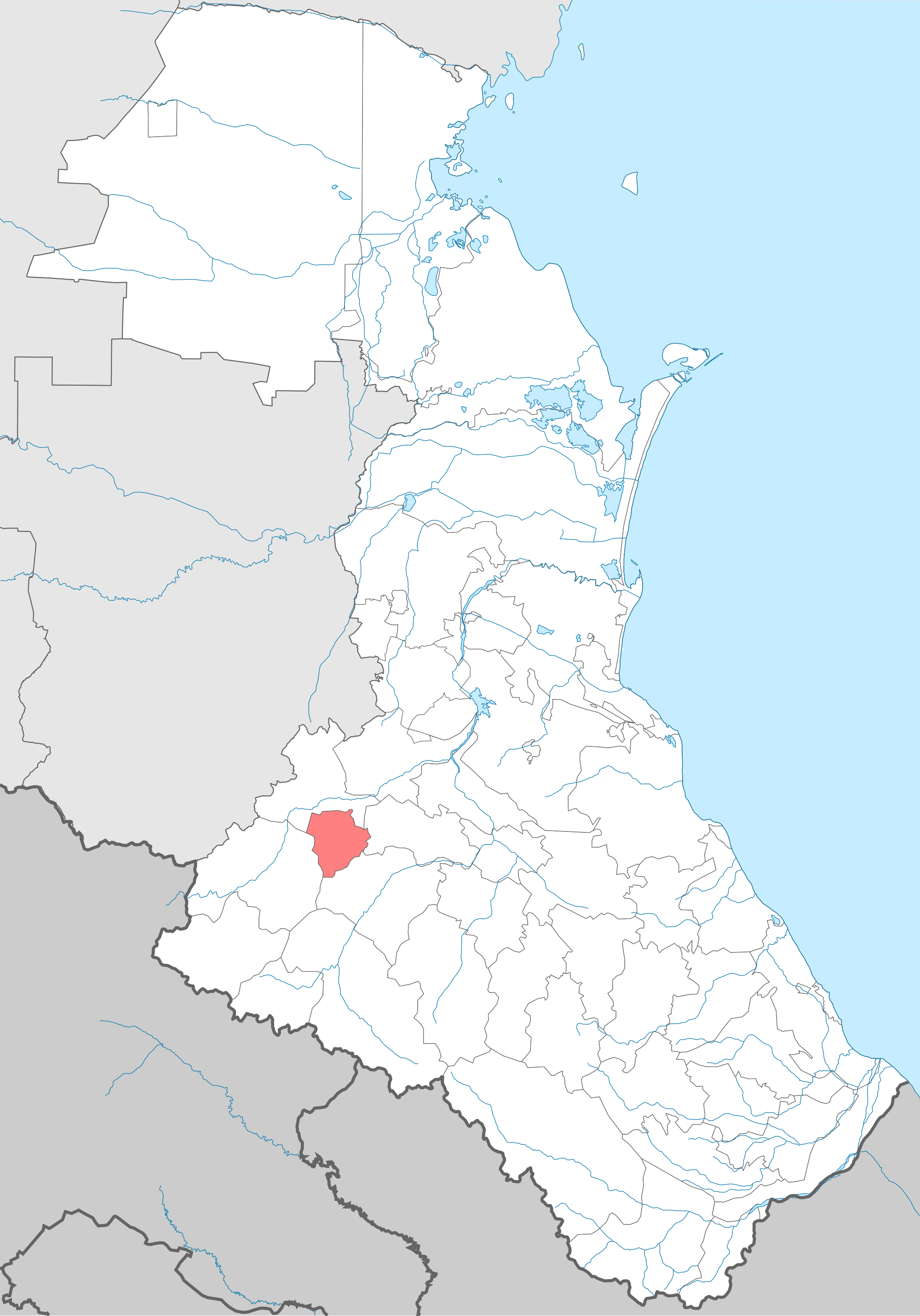
Az Ahvahi járás Dagesztánban

A járás a nevét az avarok egyik csoportjáról, az ahvahokról kapta.

## Népesség
- 1989-ben 13 801 lakosa volt, melyből 13 759 avar (99,7%), 19 csecsen, 6 kumik, 5 orosz, 3 lak, 2 dargin, 2 lezg, 2 nogaj.
- 2002-ben 20 373 lakosa volt, melyből 20 329 avar (99,8%), 28 csecsen, 4 orosz, 2 dargin, 1 kumik, 1 lak, 1 nogaj.
- 2010-ben 22 014 lakosa volt, melyből 21 876 avar (99,4%), 17 orosz, 10 csecsen, 4 kumik, 3 dargin, 2 lak, 2 rutul, 1 tabaszaran.